# Delphinium dasycaulon
Delphinium dasycaulon är en ranunkelväxtart som beskrevs av Johann Baptist Georg Wolfgang Fresenius. Delphinium dasycaulon ingår i släktet storriddarsporrar, och familjen ranunkelväxter. Inga underarter finns listade i Catalogue of Life.